# Orange Labs
 (février 2015).
Si vous disposez d'ouvrages ou d'articles de référence ou si vous connaissez des sites web de qualité traitant du thème abordé ici, merci de compléter l'article en donnant les références utiles à sa vérifiabilité et en les liant à la section « Notes et références ».
Orange Labs (France Télécom R&D jusqu'en janvier 2007) est, jusqu'en 2012, la division recherche et développement du groupe Orange avec un budget de 845 millions d'euros en 2010 et six grands projets de recherche et développement : les villes intelligentes, le paiement mobile, l'agrégation de contenus, les connexions mobiles, les services et usages et les réseaux intelligents.
Le réseau des Orange Labs regroupe plus de 5 000 collaborateurs dont 3 700 ingénieurs et chercheurs[réf. nécessaire] dans 19 centres.
Les laboratoires de recherche et développement sont distribués entre Châtillon, Lannion, Grenoble-Inovallée, Caen, Rennes, Sophia Antipolis, La Turbie et Belfort, mais également à l'étranger : Pologne, le Technocentre Orange de Londres, Madrid et Barcelone, Le Caire, Tokyo, Jordanie, Corée, Pékin, Tunisie et San Francisco.

## Histoire de l'entité «R&D»
Cette division est issue de différentes entités anciennes dont le Centre national d'études des télécommunications (CNET) créé le 4 mai 1944, le Centre commun d'études de télévision et télécommunications (CCETT) créé en 1974 ainsi que d'autres entités comme le Service d'études communes de La Poste et de France Télécom (SEPT) à Caen ou le Centre Commun CNET-SGS-Thomson à Grenoble.
Les entités de recherche et développement de l'administration des P&T avaient pour mission de démultiplier la politique industrielle de l'État. Ainsi le CNET permettait d'aider les industriels des télécommunications, le CCETT avait un rôle important dans la filière audiovisuelle et le SEPT dans l'industrie de la carte à puce. À Grenoble il s'agissait de renforcer la filière micro-électronique. Le CNET travaillait aussi pour un cinquième, pour l'industrie de la défense et le budget de cette activité était fournie par le Ministère de la Défense et non celui des P&T. Des écoles permettaient aussi de fournir les jeunes ingénieurs nécessaires à ces industries.
En janvier 1997 les onze divisions anciennes ont été regroupées en sept pôles, en rapport avec les axes stratégiques suivants : entreprises, grand public, mobiles, multimédia et les différentes composantes du réseau. Géographiquement, les centres de recherche sont répartis sur tout le territoire national : Caen (SEPT), Lannion, Rennes (CCETT), Bagneux, Issy-les-Moulineaux, Sophia-Antipolis, Belfort, Grenoble, La Turbie. Les différentes unités ont rejoint France Telecom sous le nom de commun de « Division R&D ».
En 2000, la division R&D prend le nom de France Télécom R&D. Depuis 2007, ce vaste ensemble a été remodelé en un réseau mondial d'entités de R&D nommé les « Orange Labs ».
Une partie de l'histoire du CNET et de ses inventions est présentée à la Cité des télécoms, située à Pleumeur-Bodou dans les Côtes-d'Armor.

## Aide au développement international
Avant son changement de statut, France Télécom était une administration dont le principal objectif était de servir les besoins des Français, elle ne pouvait légalement avoir pour objectif de se développer commercialement. France Télécom participait de la politique industrielle de la France, elle avait une stratégie de développement technologique particulière en aidant les pays souhaitant s'équiper dans des domaines qu'elle maîtrisait grâce à la direction des affaires industrielles et internationales, en particulier en louant (parfois gratuitement) les services du SCT (Service de Contrôle technique) du CNET.

## Écoles des télécommunications
France Télécom invitait aussi nombre d'étudiants étrangers dans ses écoles : Télécom ParisTech (anciennement l'ENST), Télécom Bretagne (anciennement l'ENST Bretagne), Télécom SudParis et Télécom École de Management (anciennement l'INT d'Évry). Mais avec le changement de statut, France Télécom, maintenant Orange, est devenue une entreprise privée et elle n'a donc pas pu continuer cette coopération. Ce changement de statut a conduit les écoles (l'ENST, l'ENST-Bretagne et l'INT) à quitter France Télécom et se regrouper au sein d'un établissement public appelé Institut Mines-Télécom (anciennement « Groupe des Écoles des Télécommunications », ou GET).

## Partenariats
Ces dernières années[Quand ?] France Télécom a initié également une politique de partenariats multiples dans le monde des télécommunications et de l'informatique. France Telecom est cofondateur avec Bull et l'INRIA du consortium ObjectWeb créé en 2002. France Telecom et Microsoft ont noué un partenariat stratégique en 2006 en vue de développer des produits et services commun dans le domaine du multimédia[réf. nécessaire].

## Inventions et faits marquants
- 1963 : Aristote, premier commutateur téléphonique électronique de type statial
- 1963 : S63, poste téléphonique optimisé
- 1967 : Satellite géostationnaire de télécommunications
- 1970 : Platon, premier commutateur téléphonique électronique de type temporel du monde
- 1971 : Création du télétexte système Antiope (qui sera déployé en France en 1977)
- 1977 : Étude et développement des câbles optiques
- 1978 : Mise au point du réseau Transpac
- 1980 : Invention du Minitel
- 1984 : co-invention de l'ATM et premier switch pré-ATM.
- 1982 : Marathon, premier prototype de téléphone mobile
- 1987 : Visage, visiophone grand public
- 1987 : Lancement du réseau numérique à intégration de services RNIS (Numéris)
- 1988 : Lancement de solution de radiodiffusion numérique (DAB)
- 1988 : Démonstration de télévision haute définition
- 1990 : Mise au point du Bi-Bop, premier téléphone mobile grand-public
- 2001 : Développement d'objets et vêtements communicants
- 2004 : Création de la Livebox
- 2005 : Recherche sur le Giga Ethernet
- 2006 : Unik. Le projet européen Spice sur les architectures de service[5]
- 2006 : La téléphonie haute-définition, utilisant le principe de la téléphonie large-bande
- 2007 : Bubbletop, Pikeo, SoundTribes, Liveradio
- 2008 : Home Library

Actuellement[Quand ?], Orange Labs concentre ses efforts sur quatre grands domaines que sont :
- les services liés au multiplay, au nomadisme en entreprise, aux services de gestion et de mise en relation ;
- les technologies permettant la montée en débit du cœur de réseau et des accès fixes et mobiles ;
- les services sécurisés et les briques de confiance ;
- les services de paiement et de transactions.

Les ingénieurs et chercheurs des Orange Labs représentent le groupe Orange et contribuent également aux groupes régionaux et mondiaux de normalisation tels que l'Internet Engineering Task Force (IETF), l'European Telecommunications Standards Institute (ETSI) ou le 3rd Generation Partnership Project (3GPP)[réf. nécessaire].

## Arts et littérature
Les centres de recherche publics des télécoms sont évoqués dans Comédies Françaises, un roman d’Eric Reinhardt publié en 2020. Le roman est consacré au lobbying, et décrit comment Ambroise Roux patron de la CGE a obtenu du président Valéry Giscard d'Estaing en 1974-1975, au début des surfacturations aux PTT, l'abandon du Plan Calcul, d'Unidata, de la Délégation Générale à l'Informatique, et du Réseau Cyclades.